# Wereldkampioenschappen schaatsen afstanden 2024 - 3000 meter vrouwen
De 3000 meter vrouwen op de wereldkampioenschappen schaatsen afstanden 2024 werd gereden op donderdag 15 februari 2024 in de Olympic Oval in Calgary, Canada. 
Titelverdedigster Ragne Wiklund was in aanloop naar het WK ziek en werd dit keer vijfde. Irene Schouten was een week eerder ook ziek, maar bleek voldoende hersteld om de titel over te nemen. Het was voor Olympisch kampioene Schouten haar eerste wereldtitel op de 3000 meter, na een moeizaam seizoen. Ook Isabelle Weidemann had geen geweldig seizoen, maar wist  eveneens prima te pieken en won een zilveren plak. Zesvoudig kampioene Martina Sáblíková won net als vorig jaar het brons. Het was haar 25ste WK-medaille. Ze was dit keer 2 honderdste sneller.
De op de vierde plek belandde Marijke Groenewoud maakte de fout om na een wissel achter Ivanie Blondin te blijven zitten, waar ze door had moeten trekken om een medaille te kunnen halen. Sandrine Tas ging in het begin van haar wedstrijd kortstondig mee met Weidemann. Ze reed uiteindelijk tien seconden langzamer dan tijdens de wereldbeker in Salt Lake City en werd twintigste.

## Uitslag
| #      | Schaatser             | Land             | Tijd       | Verschil | Rit  |
| ------ | --------------------- | ---------------- | ---------- | -------- | ---- |
| Goud   | Irene Schouten        | Nederland        | 3.57,10    | -        | 10 I |
| Zilver | Isabelle Weidemann    | Canada           | 3.58,01    | + 0,91   | 4 I  |
| Brons  | Martina Sáblíková     | Tsjechië         | 3.58,33    | + 1,23   | 8 O  |
| 4      | Marijke Groenewoud    | Nederland        | 3.59,81    | + 2,71   | 9 I  |
| 5      | Ragne Wiklund         | Noorwegen        | 3.59,84    | + 2,74   | 8 I  |
| 6      | Ivanie Blondin        | Canada           | 4.03,14    | + 6,04   | 9 O  |
| 7      | Han Mei               | China            | 4.03,73    | + 6,63   | 7 O  |
| 8      | Yang Binyu            | China            | 4.04,86    | + 7,76   | 5 I  |
| 9      | Momoka Horikawa       | Japan            | 4.06,07    | + 8,97   | 6 I  |
| 10     | Valérie Maltais       | Canada           | 4.06,17    | + 9,07   | 10 O |
| 11     | Elisa Dul             | Nederland        | 4.06,54    | + 9,44   | 5 O  |
| 12     | Yuna Onodera          | Japan            | 4.07,60 PR | + 10,50  | 7 I  |
| 13     | Kaitlyn McGregor      | Zwitserland      | 4.07,68    | + 10,58  | 2 I  |
| 14     | Mia Manganello        | Verenigde Staten | 4.08,99    | + 11,89  | 3 I  |
| 15     | Greta Myers           | Verenigde Staten | 4.10,28    | + 13,18  | 2 O  |
| 16     | Yuka Takahashi        | Japan            | 4.10,73    | + 13,63  | 1 I  |
| 17     | Sofie Karoline Haugen | Noorwegen        | 4.11,00    | + 13,90  | 3 O  |
| 18     | Laura Lorenzato       | Italië           | 4.12,04    | + 14,94  | 1 O  |
| 19     | Magdalena Czyszczoń   | Duitsland        | 4.15,35    | + 18,25  | 6 O  |
| 20     | Sandrine Tas          | België           | 4.16,59    | + 19,49  | 4 O  |

| In = Binnenbaan | Out = Buitenbaan |

## IJs- en klimaatcondities
|                  | Start  | Eind   |
| ---------------- | ------ | ------ |
| Tijd             | 12:30  | 13:26  |
| Luchttemperatuur | 18,3°C | 18,3°C |
| IJstemperatuur   | -7,9°C | -7,9°C |
| Luchtvochtigheid | 32,0%  | 32,0%  |

1996 · 
1997 · 
1998 · 
1999 · 
2000 · 
2001 · 
2003 · 
2004 · 
2005 · 
2007 · 
2008 · 
2009 · 
2011 · 
2012 · 
2013 · 
2015 · 
2016 · 
2017 · 
2019 · 
2020 · 
2021 · 
2023 · 
2024 · 
2025